# 계층적 모델-뷰-컨트롤러

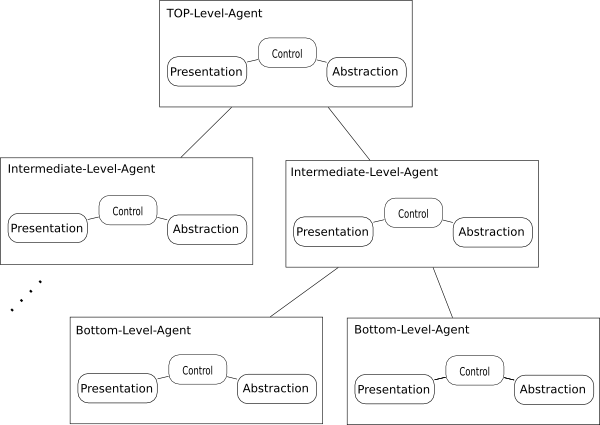
PAC의 응용 구조.

계층적 모델-뷰-컨트롤러(hierarchical model–view–controller, HMVC)는 프레젠테이션-추상화-제어(PAC)와 유사한, 모델-뷰-컨트롤러(MVC)의 변종인 소프트웨어 아키텍처 패턴으로, 자바월드지의 2000년 기사에서 게시되었으며 PAC의 저자는 분명하게 알려져 있지 않다.

## 같이 보기
- 모델-뷰-컨트롤러